# 松本邦吉
松本 邦吉（まつもと くによし、1949年2月25日 - ）は、日本の詩人、俳人。
東京都生まれ。早稲田大学第一文学部卒業。1982年から1986年まで、朝吹亮二、林浩平、松浦寿輝、吉田文憲とともに、同人誌『麒麟』に参加。2001年、『発熱頌』で第42回晩翠賞を受賞。2003年、俳句結社『古志』入会。

## 著書

### 句集
- 『かりぬひ抄』　ふらぬーる社、2017

### 詩集
- 『聖週間』　詩学社、1975
- 『星の巣』　書紀書林、1980
- 『市街戦もしくはオルフェウスの流儀』　書肆山田、1982
- 『塩の男はこう語った』　思潮社、1986
- 『夢ノ説』　書肆山田、1989
- 『楽園』　思潮社、1990
- 『航海術』　思潮社、1994
- 『透明な夜』　ふらぬーる社、1999
- 『発熱頌』　書肆山田、2000
- 『灰と緑』　書肆山田、2005
- 『しずかな人　春の海』　思潮社、2015

### 選詩集
- 『松本邦吉詩集』（詩・生成5）　思潮社、1985

### 詩集・共著
- 『レッスン』　七月堂、1984

## 論考
- 『〈私詩〉と〈恋愛〉をめぐって～清岡卓行詩論』（「現代詩手帖」1986年9月号）
- 『幸福への意志～渋沢孝輔詩論序説』　2007、2009
- 『蕉風逍遙～芭蕉の紀行文をめぐって』（俳句結社誌「古志」、2013年1月号～12月号）

## 参考
- 『日本現代詩辞典』桜楓社、1986